# Château de Saü
Le château de Saü est un édifice situé sur la commune de Thuir (Pyrénées-Orientales). Il est construit en 1886 par l'architecte danois Viggo Dorph-Petersen, au milieu du domaine qui appartient à la famille Passama depuis 1846.